# Association des pionniers italiens
L'Association des pionniers italiens (également connue sous son acronyme API) est fondée en 1949 à la suite de l'unification de nombreuses associations de jeunesse de la gauche, qui avaient vu le jour en Italie à la fin de la Seconde Guerre mondiale. Elle a d'abord terminé son activité en tant qu'association nationale en 1963, tandis que dans certaines régions italiennes, elle a cessé définitivement en 1978. Carlo Pagliarini en est le premier et unique président.

## Histoire
Le journal qui est publié par API était Pioniere de 1950 à 1962. Il devient ensuite Pioniere dell'Unità (un encart dans le journal du Parti communiste italien) et il est publié de 1963 à 1966. Enfin, de 1967 à 1970, il devient le supplément du journal de l’UDI (Union des femmes italiennes)avec le titre Pioniere di Noi Donne.
Le magazine Il Falco Rosso était le journal de l'A.F.R.I. (Association Italienne du Faucon Rouge). Cette association, issue du milieu socialiste, a fusionné avec l'A.P.I. au début des années 1950, pour devenir une association unique appelée API.

## Organisation
(mars 2023).
Si vous disposez d'ouvrages ou d'articles de référence ou si vous connaissez des sites web de qualité traitant du thème abordé ici, merci de compléter l'article en donnant les références utiles à sa vérifiabilité et en les liant à la section « Notes et références ».
La politique de l'association était laïque et a en partie était inspirée et réalisait des activités sociales et récréatives axées sur l'identité et la créativité des jeunes. Entre 1948 et 1949, de nombreuses organisations de jeunesse, dont les associations I Pionieri della Repubblica et Verso la Vita, se réunissent et fondent l'Association des Pionniers italiens, inspirée du scoutisme pour sa forme associative, avec un uniforme caractérisé par un foulard rouge et vert, également similaire à l'uniforme scout.
L'organisation était nationale avec des comités provinciaux et des clubs locaux. Les activités étaient de nature diverse : camps, activités sociales pour la jeunesse et soutien aux adultes, compagnies théâtrales et écoles de musique. Chaque groupe ronéotaitun rapport sur son activité. La vente et la diffusion du magazine hebdomadaire Pioniere étaient également très importantes.
De nombreux contacts ont eu lieu entre l'Associazione Pionieri Italiani et son organisation sœur française, l'Union des vaillants et vaillantes. Aux Archives nationales d'État à Rome, on peut trouver un certain nombre de documents rédigés et archivés prouvant la relation entre les deux organisations.
- Préfecture de Turin. Activités de l'API.  Document du 2 août 1956 délégation de l'Union des Vaillants et Vaillantes venue à Turin.
- Préfecture de Turin. Délégation de Pionieri Italiani rendant visite à un groupe de Vaillants à Nice. Document daté du 28 août 1956
- Questura di Bologna, Participation d'une délégation de Pionieri Italianià la colonie de vacances de l'Union des vaillants et vaillantes à Saint Cezaire - Alpes-Maritimes. Document daté du 4 août 1958.

## Publications
Le CRAP a fait publier deux livres:
- Associare i ragazzi. Carlo Pagliarini[4]
- Chi ha ucciso Cipollino di Alfredo Pasquali[5]

Au fil des ans, l'Association des Pionieri Italiani – en outre des nombreuses revues et textes autoéditées par les clubslocaux - a imprimé de nombreuses publications à caractère national et provincial.
- Pioniere, le magazine de bande dessinée de l'association[6];
- Il Pioniere dell'Unità, le même magazine, publié comme encart dans l'Unità[7];
- Pioniere noi Donne, le magazine cofinancé par l'UDI[8];
- Esperienze educative, magazine mensuel destiné aux dirigeants de l'association[9];
- Noi Pionieri, bulletin d’orientation et d'organisation[10];
- La Repubblica dei Ragazzi, le mensuel de l'association[11];
- Canti e cori, éditions monographiques avec musique et arrangements[12];
- Teatro dei Pionieri, pièces pour enfants.